# Il Giorno
Il Giorno est un quotidien national italien, qui fait partie du groupe Quotidiano nazionale, avec le Resto del Carlino de Bologne et la Nazione de Florence. Il est diffusé à 74 000 exemplaires en janvier 2007 (en augmentation de 15,1 % par rapport à janvier 2006). Sa diffusion est descendue à 73 000 en 2008.